# Barbara Sass
Barbara Maria Sass-Zdort (ur. 14 października 1936 w Łodzi, zm. 2 kwietnia 2015 w Warszawie) – polska reżyserka i scenarzystka filmowa oraz telewizyjna.

## Życiorys
W 1958 roku ukończyła studia na Wydziale Reżyserii PWSF w Łodzi. W latach 1982–1986 przewodnicząca Koła Reżyserów Stowarzyszenia Filmowców Polskich. Laureatka krajowych i europejskich nagród filmowych.
W 2017 roku została patronką ulicy w Nowym Centrum Łodzi.

## Życie prywatne
Córka kuratora nauczycielskiego okręgu łódzkiego Leopolda Sassa. Żona operatora Wiesława Zdorta, matka dziennikarza Dominika Zdorta i prawnika Pawła Zdorta. Została pochowana w Alei Zasłużonych na Cmentarzu Wojskowym na Powązkach 13 kwietnia 2015 (kwatera G-tuje-14).

## Filmografia

### Scenariusz
- Sycylia (1957); etiuda szkolna
- Ostatni liść (1972)
- Dziewczyna i gołębie (1973)
- Bez miłości (1980)
- Debiutantka (1981)
- Krzyk (1982)
- Rajska jabłoń (1985)
- Dziewczęta z Nowolipek (1985)
- W klatce (1988)
- Historia niemoralna (1990)
- Pajęczarki (1993)
- Tylko strach (1993)
- Pokuszenie (1995)
- Jak narkotyk (1999)
- W imieniu diabła (2011)

### Reżyseria
- Chcemy wiedzieć (1956); etiuda szkolna
- Sycylia (1957); etiuda szkolna
- Do przerwy 0:1 (1969); II reżyser
- Ostatni liść (1972)
- Dziewczyna i gołębie (1973)
- Bez miłości (1980)
- Debiutantka (1981)
- Krzyk (1982)
- Rajska jabłoń (1985)
- Dziewczęta z Nowolipek (1985)
- Historia niemoralna (1990)
- Pajęczarki (1993)
- Tylko strach (1993)
- Pokuszenie (1995)
- Jak narkotyk (1999)
- W imieniu diabła (2011)

## Sztuki teatralne

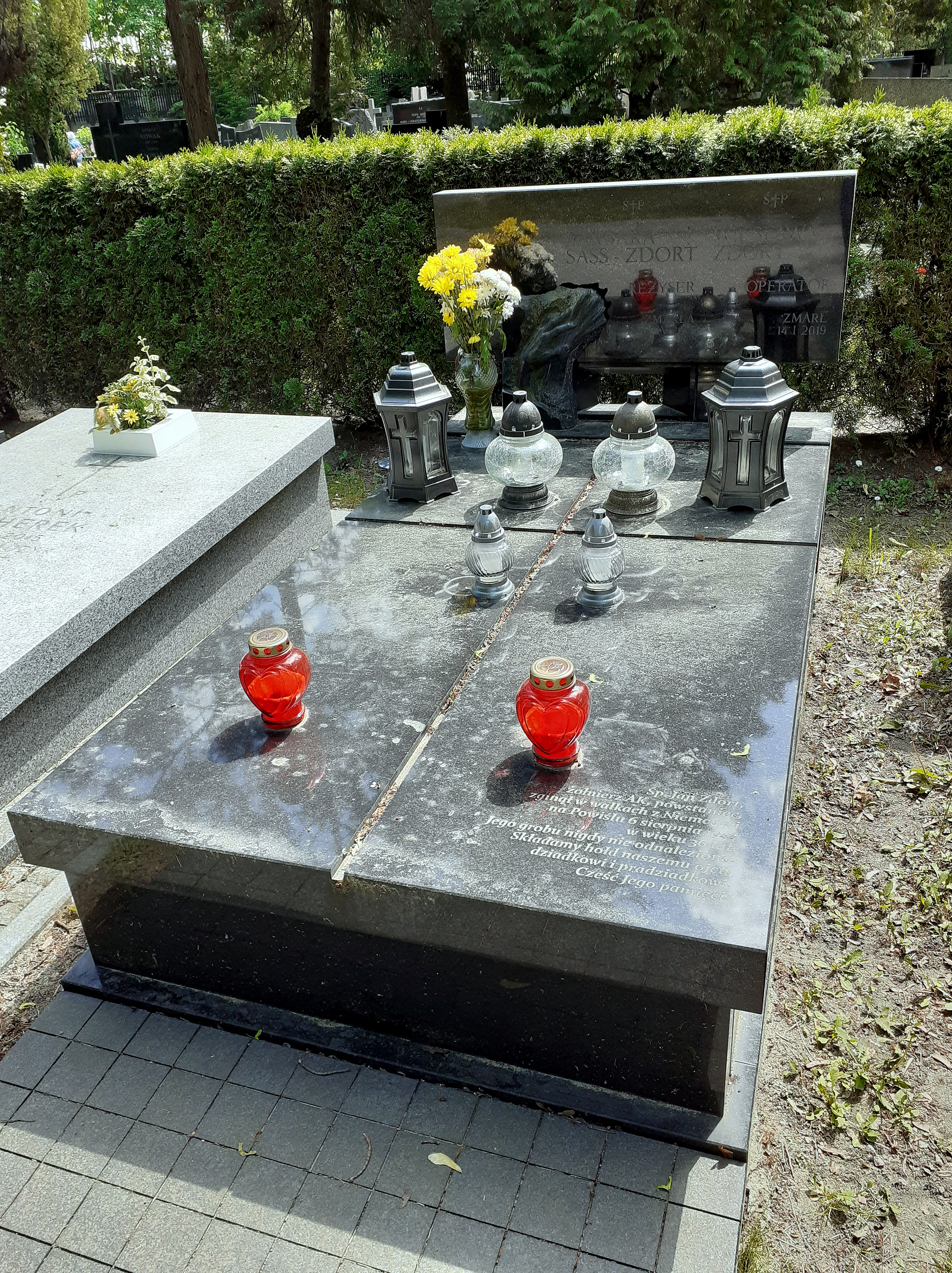
Grobowiec Barbary i Wiesława Zdortów

- Dusia, Ryba, Wal i Leta; Teatr za Daleki Warszawa (1987)
- Dwoje na huśtawce; Teatr Wybrzeże Gdańsk (1992)
- Stalowe magnolie; Teatr im. Juliusza Słowackiego Kraków (1993)
- Tutam; Teatr Wybrzeże Gdańsk (1994)
- Tańce w Ballybeg; Teatr im. Stefana Jaracza Łódź (1994)
- Sie kochamy; Teatr Wybrzeże Gdańsk (1994)
- Trzy wysokie kobiety; Teatr im. Stefana Jaracza Łódź (1995)
- Chłopcy; Teatr Wybrzeże Gdańsk (1996)
- Trzy siostry; Teatr im. Stefana Jaracza Łódź (1997)
- Za rok o tej samej porze; Teatr na Woli im. Tadeusza Łomnickiego Warszawa (1997)
- Hedda Gabler; Teatr na Woli im. Tadeusza Łomnickiego (1997)
- Miesiąc na wsi; Teatr Bagatela im. Tadeusza Boya-Żeleńskiego (1998)
- Królowa piękności; Teatr im. Stefana Jaracza Łódź (1999)
- Czarownice z Salem; Teatr im. Juliusza Słowackiego (1999)
- The Weir (Tama); Teatr Polski Wrocław (2000)
- Noc Helvera; Teatr im. Juliusza Słowackiego Kraków (2001)
- Idiota; Teatr im. Juliusza Słowackiego Kraków (2002)
- Merylin Mongoł; Teatr im. Stefana Jaracza Łódź (2002)
- Kształt rzeczy; Teatr im. Juliusza Słowackiego Kraków (2003)
- Vincent i Urszula; Teatr Ateneum im. Stefana Jaracza Warszawa (2003)
- Czarodziejska góra; Teatr im. Juliusza Słowackiego Kraków (2004)
- Dzień Walentego; Teatr im. Stefana Jaracza Łódź (2004)
- Madame de Sade; Teatr Ateneum im. Stefana Jaracza Warszawa (2005)
- Widma; Teatr im. Stefana Jaracza Łódź (2005)
- Elektra; Teatr im. Juliusza Słowackiego Kraków (2006)
- Zbrodnia i kara; Teatr Ateneum im. Stefana Jaracza Warszawa (2006)
- Powrót do domu; Teatr Ateneum im. Stefana Jaracza Warszawa (2007)
- Urodziny Stanleya; Teatr Miejski im. Witolda Gombrowicza Gdynia (2009)
- Survival; Teatr im. Stefana Jaracza Łódź (2009)
- Tango Notturno[5]; Teatr Kamienica Warszawa (2012)
- Wiera Gran[6]; Teatr Kamienica Warszawa (2012)
- Sceny z życia małżeńskiego; Teatr Kamienica (2014)